# Abda (Hongrie)
Pour les articles homonymes, voir Abda.
Abda (hongrois : Abda [ˈɒbdɒ] ; allemand : Brückl)  est une localité hongroise située dans le comitat de Győr-Moson-Sopron. Située dans l'agglomération de Győr, la commune d'Abda comptait 3 026 habitants en 2011. Bénéficiant d'une situation favorable sur les réseaux routier et ferroviaire, elle est depuis 2013 le siège de l'administration municipale commune regroupant également Börcs et Ikrény.

## Nom et attributs

### Toponymie
L'origine exacte du nom Abda reste incertaine. Différentes hypothèses ont été avancées par les linguistes et historiens :
- István Kniezsa considérait la plus ancienne forme attestée, Obda, comme étant d'origine slavonne méridionale.
- György Györffy, par analogie avec d'autres localités, supposait qu'Abda était autrefois un village slovène du nord-ouest de la Pannonie avant la conquête hongroise, et que les nouveaux habitants auraient adopté ce nom d'origine slave. Cette hypothèse slave est renforcée par le mot vieux-slave obvoda, qui signifie « territoire entouré d'eau, île », et son équivalent russe Обода / Oboda.
- Gyula Németh, en revanche, interprétait le nom comme dérivé du mot turc oba (« père »), auquel aurait été ajouté un suffixe diminutif.
- Péter Váczy liait le nom au mot avar oba, signifiant « colline, monticule », suggérant ainsi un toponyme d'origine steppique.

Le nom allemand historique d'Abda, Brückl (signifiant « petit pont »), apparaît dans plusieurs sources des XVIIIe et XIXe siècles. Il fait référence au pont sur la Rábca et au poste de péage tenu pendant plusieurs siècles par une garnison germanophone.
Cependant, la commune n'a jamais eu une population germanophone significative : en 1900, seulement 7 habitants sur 1 234 (soit 0,6 % de la population) se déclaraient de nationalité allemande. Malgré cela, la minorité allemande de Hongrie a reconnu Brückl comme nom officiel allemand de la commune, en lien avec son passé de poste de péage sur la Rábca.

### Héraldique
| Blason | Blasonnement : Parti : Au premier, de gueules, à une chapelle d'argent, ouverte et vue de face, posée sur une terrasse de sinople chargée de trois croix d'or rangées en fasce ; la croix centrale commémorant les soldats hongrois tombés en 1849, la croix senestre en mémoire de Miklós Zrínyi, et la croix dextre rendant hommage à Miklós Radnóti. Au second, d'azur, au pont stylisé d'argent sur la Rábca, accompagné en pointe d'un poisson d'argent et d'azur posé en pal, sur des burelles ondées d'argent et de sinople, symbolisant la Rábca et le Danube de Moson. À la pointe, un champ d'or chargé d'un soc de charrue d'argent posé en pal, flottant, évoquant les anciens sceaux de la commune. Commentaires : En 1995, le conseil municipal d'Abda a redessiné et adopté les armoiries et le drapeau de la commune. Leur conception prend en compte les principaux événements historiques de la localité ainsi que les symboles liés aux activités traditionnelles des habitants, notamment la pêche et l'agriculture.. |

Le drapeau d'Abda est de proportion 2:3 et mesure 120 × 180 cm selon les recommandations. Il est de champ d'argent, chargé, à proximité de la hampe, de onze bandes horizontales alternées d'azur et d'argent, sur une largeur de 40 cm. En son centre, il porte les armoiries de la commune.
Au revers, un listel de gueules brodé d'or mentionne la date de la première mention historique d'Abda, soit 1153. Le drapeau est bordé d'un galon d'or et frangé de même.

## Site et localisation

### Topographie et hydrographie

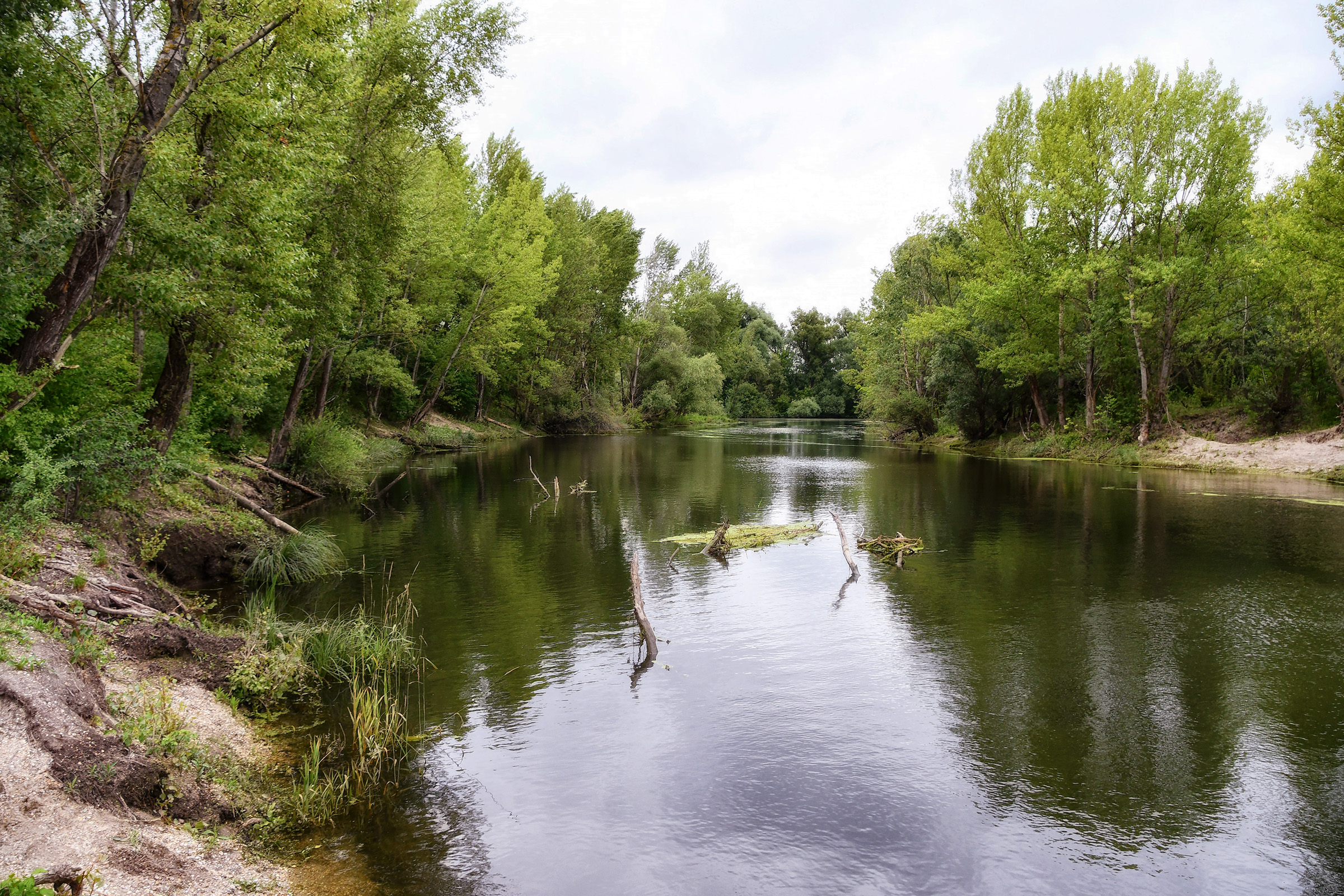
Le Danube de Moson à Abda.

Abda se trouve dans le bassin hydrographique du Danube de Moson, qui constitue également la frontière nord-est de la commune sur environ 4 kilomètres. Au nord d'Abda, on peut encore observer des méandres fossiles, témoins d'anciens bras morts du fleuve. Les crues surviennent principalement lors de la fonte des neiges alpines au printemps (crues glacées) et à la suite de fortes pluies estivales (crues vertes).
La rivière la plus influente dans la vie locale est cependant la Rábca, affluent du Danube de Moson, dont les 6,5 kilomètres de cours inférieur traversent le territoire d'Abda. Avant sa canalisation au XIXe siècle, cette rivière serpentait à travers les zones marécageuses situées au sud du village, créant de nombreux bras morts et îlots surélevés.
Un autre affluent du Danube de Moson, le canal d'Öttevény (Holt-Duna ou Horcsi, en dialecte local), traverse la frontière nord et nord-ouest de la commune en suivant le tracé d'un ancien bras mort du fleuve.
Parmi les plans d'eau notables d'Abda, on trouve :
- L'Öreg-Rábca (38 ha) à l'est, un ancien méandre de la Rábca.
- Le Holt-Rábca (12 ha) au sud et sud-est.
- Les lacs de carrière d'Abda (13 ha chacun), d'origine anthropique.
- L'étang de pêche d'Abda (3 ha).

Les aquifères souterrains, stockés dans les couches de graviers pléistocènes, se situent généralement entre 4 et 6 mètres de profondeur.

### Géologie et géomorphologie
Abda est située dans la plaine de Kisalföld, à l'extrémité orientale de la dépression de Győr, qui constitue la zone la plus basse de la région. La localité se trouve en bordure sud-est de la plaine de Moson (Mosoni-sík), tandis que la partie sud de son territoire communal appartient déjà à la plaine de Csorna (Csornai-sík). Le centre du village est établi à 117 mètres d'altitude, tandis que le point le plus bas de son territoire administratif – également le point le plus bas de la plaine de Moson – est situé à 113 mètres, à la sortie est de la commune, à l'embranchement de la route de Sopron.
Le paysage environnant est caractérisé par la plaine alluviale formée par le Danube de Moson, avec une inclinaison vers le sud-est, et par une terrasse basse inondable adossée au cône de déjection de la Rába. Les forages géologiques ont mis en évidence, dans le sous-sol, la présence de roches métamorphiques paléozoïques inférieures, appartenant à l'ensemble des Alpes orientales. Au Miocène moyen, la ligne de la Rába a été le siège d'un important effondrement tectonique, conduisant à la formation d'un bassin, où se sont accumulés des dépôts marins miocènes, puis des sédiments lacustres du Pannonien. Dans les périodes ultérieures, la sédimentation fluviale a dominé : durant le Pléistocène et l'Holocène, la plaine de Kisalföld a été recouverte par d'épaisses couches d'alluvions issues du cône de déjection du Danube.
À proximité de la surface, le territoire communal présente des dépôts fluviatiles de graviers et de sables d'âge Pléistocène moyen et supérieur, qui se prolongent vers le sud jusqu'à la vallée de la Rábca. Vers le nord, l'est et le sud-ouest, on observe des zones de sables et graviers holocènes plus récents. Dans la vallée de la Rábca, l'épaisseur des couches fluviales atteint plus de 10 mètres, tandis qu'au nord-ouest d'Abda, elle dépasse les 25 mètres. Ces formations de graviers grossiers présentent un intérêt économique en raison de leur exploitation par l'industrie des granulats.
Le sol est principalement recouvert par des limons alluviaux et des chernozems hydromorphes, caractéristiques du sud-est de la plaine de Moson. Dans les zones les plus basses du sud-ouest, autour du Holt-Rábca, apparaissent des sols argileux alluviaux et des sols marécageux, notamment vers Börcs.
Jusqu'au XIXe siècle, le territoire actuel d'Abda était une région marécageuse traversée de bras d'eau, issue des divagations de la Rábca et du Danube de Moson. Cependant, une série de dunes sableuses orientées d'ouest en est, s'étendant depuis Győr jusqu'à la confluence de la Rába et du Petit-Danube (Kis-Duna), offrait un axe naturel de circulation.
La Rábca et la route principale furent à la fois une bénédiction et une malédiction pour la population locale, soumise aux crues récurrentes et aux passages d'armées. En conséquence, le village dut plusieurs fois se relocaliser au cours de son histoire. Des fouilles archéologiques ont mis au jour des traces d'habitats médiévaux et modernes sur plusieurs sites :
- Le Pityer-domb, qui correspond au centre du village actuel établi en 1830.
- Hármas-dűlő, à 2 km au sud-est, sur la rive droite de la Rábca.
- Káptalanmajor, plus au nord-est.
- Rosszfalu-dűlő (rive gauche) et Rosszkert-dűlő (rive droite), deux sites habités jusqu'au XVIIIe siècle, dont les noms figurent encore sur les cartes cadastrales modernes.

Les archives militaires de 1782-1785 mentionnent Rosszkert comme un village constitué de maisons semi-enterrées au toit de chaume, installé dans un méandre protégé de la Rábca. Ce site était autrefois situé sur la rive gauche, mais des modifications du tracé de la rivière ont aujourd'hui placé sa partie sud sur la rive droite.
Jusqu'au XVIIIe siècle, la Rábca était un cours d'eau divagant, drainant les eaux du marécage du Hanság et du Neusiedler See. Les premiers travaux d'assainissement débutèrent dans les années 1770, avec la construction de canaux dérivant les eaux vers le lit principal de la Rábca. L'aménagement de ces écoulements culmina avec la création du canal Hegedűs (29 km), achevé en 1813.
Le village de Rosszkert, situé sur la zone la plus basse de la région, subit alors des inondations de plus en plus fréquentes. Selon la légende locale, le curé d'Abda pouvait pêcher directement depuis la fenêtre du presbytère. Après la double crue de 1829, les habitants décidèrent d'abandonner le site et de reconstruire le village 2 km plus à l'ouest, sur le Pityer-domb, en 1830.
Entre 1886 et 1888, une grande campagne de régulation de la Rábca permit de rectifier les méandres et de canaliser le cours d'eau. Malgré ces efforts, les crues persistèrent, notamment celle de 1899, qui détruisit 43 maisons à Abda. Un nouveau projet de drainage et de renforcement des digues fut lancé en 1907 et achevé en 1909. Lors de ces travaux, l'écoulement de la Rábca fut détourné vers le anube de Moson, au lieu de la Rába.
En juillet 1954, une grande crue menaça à nouveau le village, entraînant son évacuation préventive en raison d'infiltrations dans les digues.
En 1985, un nouveau projet de déplacement du lit de la Rábca fut initié. Un nouveau tronçon du fleuve fut creusé à travers la vallée du Völgyszigeti-csatorna, au nord du village. En mars 1991, l'eau commença à couler dans ce nouveau lit, et en décembre 1991, la construction de l'écluse du Rábca-torok fut achevée, garantissant une protection efficace contre les inondations.
L'ancien tracé de la rivière, désormais appelé Öreg-Rábca, a été isolé du cours principal par une écluse, mais un débit réduit d'1 m³/s est maintenu pour alimenter cet ancien lit, aujourd'hui devenu un milieu humide d'intérêt écologique.

### Climat
Abda bénéficie d'un climat tempéré chaud et sec. L'ensoleillement annuel dépasse 1 900 heures, avec une répartition saisonnière marquée : 770 heures en été et seulement 180 heures en hiver.
La température moyenne annuelle est de 10,0 °C, atteignant 16,8 °C pendant la saison végétative. Les moyennes mensuelles varient de -1,1 °C en janvier à 21,0 °C en juillet.
Les précipitations annuelles moyennes dans la plaine de Moson s'élèvent à 560 mm, mais les zones orientales, dont Abda, reçoivent légèrement moins de pluie, avec une moyenne inférieure à 550 mm par an. Environ 310 à 320 mm de précipitations tombent pendant la saison de croissance, le trimestre mai-juillet étant le plus pluvieux, tandis que janvier est le mois le plus sec. En moyenne, le sol est couvert de neige pendant 30 jours par an.
L'ouverture nord-ouest de la région, couplée à sa position dans la vallée du Danube, favorise des vents dominants soufflant depuis la porte de Dévény (Dévényi-kapu) en direction du sud-est. La vitesse moyenne du vent est de 3 à 3,5 m/s.

### Aires faunistiques et floristiques
D'un point de vue phytogéographique, Abda appartient à la région Pannonienne (Pannonicum), plus précisément au district floristique Arrabonicum, qui englobe la plaine de Kisalföld. En raison de l'intensité de l'agriculture, la végétation naturelle ne subsiste que par fragments, principalement dans les zones inondables de la Rábca et du Danube de Moson, ainsi qu'autour de leurs anciens méandres. Les principaux habitats comprennent des prairies à laîches hautes, des prairies marécageuses, des saulaies arbustives et des forêts riveraines de saules et de peupliers.
Parmi les plantes aquatiques et hygrophiles caractéristiques, on retrouve notamment :
- La salvinie flottante (Salvinia natans),
- Le rubanier émergé (Sparganium emersum),
- Le potamot pectiné (Potamogeton pectinatus),
- Le butome en ombelle (Butomus umbellatus),
- L'élodée du Canada (Elodea canadensis),
- Le nénuphar jaune (Nuphar luteum).

Les prairies humides et marécageuses abritent également des espèces comme la pâturin des marais (Poa palustris), l'oseille d'eau (Rumex hydrolapathum), la laitue à feuilles larges (Euphorbia platyphyllos), ainsi que plusieurs espèces d'orchidées sauvages telles que l'éphipactis à larges feuilles (Epipactis helleborine). Sur les sols plus secs et les digues, on retrouve le thésium de Dolliner (Thesium dollineri), la violette odorante (Viola odorata) ou encore le bleuet de Hongrie (Centaurea pannonica).
D'un point de vue zoogéographique, la faune locale appartient également à la région Arrabonicum de la province Pannonienne. Les forêts alluviales et zones humides autour d'Abda abritent plusieurs espèces de mammifères protégés, notamment :
- La martre des pins (Martes martes),
- La loutre d'Europe (Lutra lutra),
- Le castor d'Eurasie (Castor fiber).

Les zones humides accueillent une avifaune variée, comprenant des espèces nicheuses comme :
- Le pic noir (Dryocopus martius),
- La rousserolle turdoïde (Acrocephalus arundinaceus),
- La bergeronnette printanière (Motacilla flava),
- La foulque macroule (Fulica atra),
- La gallinule poule-d'eau (Gallinula chloropus),
- Diverses espèces de canards sauvages (Anatidae).

Concernant les amphibiens, plusieurs espèces ont été recensées dès les années 1940 autour d'Abda, notamment :
- Le pélobate brun (Pelobates fuscus),
- La grenouille des champs (Rana arvalis),
- La grenouille comestible (Pelophylax esculentus).

Les zones inondables abritent également des poissons caractéristiques des cours d'eau lents et des marais, comme la loche d'étang (Cobitis taenia).
Les forêts alluviales mosaïquées qui bordent le Danube de Moson dans la partie nord-est de la commune sont protégées depuis 1987 au sein du Parc paysager de Szigetköz (Szigetközi Tájvédelmi Körzet). En revanche, Abda ne possède aucune réserve naturelle locale.
En 2005, l'association Holt-Rábcáért Egyesület a été créée pour protéger les milieux humides locaux, développer l'écotourisme et lutter contre les décharges sauvages.

## Histoire
Abda est située à la confluence des plaines de Moson et de Csorna, sur un territoire autrefois sujet aux inondations, entre la Rábca et le Danube de Moson. Les premières traces de peuplement humain y remontent au Néolithique, avec l'occupation du Nagy-domb par les populations de la céramique rubanée et celles de la culture de Lengyel. L'occupation du site fut irrégulière au cours des siècles suivants, avec des traces d'habitat à l'âge du Bronze et des vestiges d'une tour de guet romaine, située sur la ligne du limes entre Arrabona (Győr) et Quadrata (Lébény).
Le village actuel trouve son origine à l'époque árpádienne, autour du pont sur la Rábca, sur la « grande route de Vienne », où un poste de péage est attesté dès le XIIe siècle. La localité est mentionnée pour la première fois en 1153 sous le nom d'Obda. À partir du XIIIe siècle, elle fut partagée entre les bénédictins de Szentmárton (Pannonhalma) et le chapitre cathédral de Győr. Ce dernier devint propriétaire exclusif du village à partir du XVIe siècle. Les habitants, chargés d'assurer la garde du pont, étaient exemptés de redevances seigneuriales en contrepartie de ce service.
Pendant l'occupation ottomane, Abda subit de nombreuses dévastations, ce qui conduisit à la construction d'un petit château de défense près du pont en 1588. Cette place forte, dotée d'une garnison germanique, joua un rôle stratégique dans la région. Toutefois, elle fut aussi source d'oppressions pour la population locale. En 1707, pendant la guerre d'indépendance de Rákóczi, les insurgés kuruc détruisirent la fortification et massacrèrent la garnison. Cette période ouvrit la voie à un développement plus paisible du village. En 1739, Abda devint une paroisse catholique indépendante et ouvrit sa première école.
Les inondations récurrentes menèrent en 1830 à la relocalisation du village à son emplacement actuel, à 2 km à l'ouest de la Rábca. C'est là que fut édifiée l'église Saint-Joseph en 1845. Lors de la révolution de 1848-1849, un affrontement eut lieu à Abda le 28 juin 1849, entre les troupes hongroises et l'armée autrichienne.
L'abolition du servage, la construction de la route impériale de Vienne et de la ligne ferroviaire en 1855, ainsi que la régulation des cours d'eau, favorisèrent le renforcement d'Abda. Le développement du village fut marqué par la présence de trois grands domaines seigneuriaux (Káptalanmajor, Pillingérpuszta et Szentkeresztpuszta), qui favorisèrent l'implantation des premières industries locales, telles qu'une briqueterie et une distillerie.
Le village connut une croissance continue, d'autant plus que les destructions des deux guerres mondiales l'épargnèrent en grande partie. Dès les années 1930, de nombreux habitants trouvèrent un emploi dans les industries de Győr. Le kolkhoze fondé en 1959 connut des débuts difficiles, mais son intégration à celui de Kunsziget en 1973 permit un essor agricole. Celui-ci fut renforcé par la création d'activités annexes, telles qu'une carrière de gravier, un atelier de serrurerie et l'implantation d'unités de production d'entreprises de Győr (mécanique agricole, horticulture et industrie agroalimentaire), qui devinrent rentables dans les années 1980.
Grâce à sa situation privilégiée et au passage d'un important trafic international, Abda développa à la fin des années 1980 un secteur de commerce de détail dynamique. Un bazar renommé s'installa le long de la route de Vienne, tandis que l'embranchement de la route 85 accueillit un complexe touristique installé dans un avion Il-18, connu sous le nom d'Elvis Park. Toutefois, l'ouverture de l'autoroute M1 en 1996 réduisit le trafic de transit et mit un coup d'arrêt à ces activités.
Au XXIe siècle, Abda poursuit son développement démographique et infrastructurel. La commune dispose d'une école primaire, d'une crèche et d'un jardin d'enfants, d'une maison de la culture, d'une bibliothèque, d'un centre de santé, d'un bureau de poste, d'une coopérative d'épargne, ainsi que de plusieurs établissements d'hébergement et de restauration. L'agriculture, centrée sur la culture céréalière et l'horticulture sous serre, coexiste avec une activité industrielle marquée par une usine mécanique, un abattoir et une carrière de gravier.
Abda est tristement célèbre dans l'histoire littéraire hongroise. En novembre 1944, le poète Miklós Radnóti, arrêté en raison de ses origines juives et contraint à une marche forcée vers l'Autriche, y fut exécuté avec plusieurs autres déportés. Un mémorial situé sur les bords de la Rábca rappelle aujourd'hui ce massacre.

## Population

### Tendances démographiques
À l'instar de plusieurs autres localités riveraines de la Rábca touchées par les crues, Abda comptait parmi les villages les moins peuplés de la région limitrophe de Győr entre le XVIIIe siècle et le milieu du XIXe siècle. Durant cette période, seules les localités de Pinnyéd, Enese, Ikrény et Börcs présentaient une population inférieure aux 600 à 700 habitants d'Abda. En revanche, les bourgs plus éloignés de la Rábca, tels qu'Öttevény et Mosonszentmiklós, disposaient d'une population presque deux fois supérieure.
À partir des années 1830, Abda a connu un repeuplement progressif, bien qu'accompagné d'un recul temporaire de sa population. L'assainissement et la régulation de la Rábca à la fin du XIXe siècle ont favorisé une croissance démographique continue. En 1900, Abda dépassait en population Kunsziget et se rapprochait d'Öttevény. Lors du recensement de 1990, la commune surpassa pour la première fois Öttevény, Mosonszentmiklós et Rábapatona, devenant ainsi la localité la plus peuplée entre Győr et Lébény. En 2011, sa population dépassait les 3 000 habitants, se rapprochant ainsi des 3 149 habitants de la ville de Lébény. L'essor démographique d'Abda repose essentiellement sur l'installation de nouveaux habitants, à l'instar d'autres localités situées dans l'aire d'influence de Győr (Börcs, Ikrény, Öttevény), contrairement aux communes plus éloignées comme Kunsziget, Mosonszentmiklós et Rábapatona, dont la population stagne ou diminue.
Les indicateurs démographiques de 2011 révèlent que la croissance de la population d'Abda est principalement liée aux arrivées de nouveaux habitants, et non à un dynamisme naturel. En effet, la pyramide des âges témoigne d'un vieillissement de la population, suggérant un profil plutôt stagnant voire en déclin. Pour 100 habitants âgés de moins de 18 ans, la commune comptait 137 personnes âgées, tandis que pour 100 personnes en âge de travailler, on recensait seulement 61 jeunes. Le nombre moyen d'enfants par famille était de 1,08, un chiffre inférieur à celui des communes voisines :
- Ikrény (1,21 enfant par famille)
- Börcs (1,22)
- Kunsziget (1,32)

En revanche, la situation d'Öttevény (1,11) était comparable à celle d'Abda.
Concernant l'équilibre entre les sexes, Abda présentait en 2011 une répartition quasi équilibrée avec 49,7 % d'hommes et 50,3 % de femmes, une situation plus stable que dans les localités voisines.
Historiquement, Abda n'a jamais possédé de forte population en zone rurale. Toutefois, depuis 1895, plusieurs hameaux lui ont été rattachés :
- Pillingér ou Pillingérpuszta : annexé depuis Öttevény, situé au nord-ouest du village, il comptait 30 habitants en 2011.
- Rendek ou Rendekpuszta : autrefois peuplé, ce hameau situé à la frontière nord de la commune, près du Danube de Moson, a été progressivement abandonné.
- Szentkeresztpuszta : signalé dès 1907, il fut rattaché à Ikrény en 1971 sous le nom de Dózsamajor, avec 51 habitants à l'époque.
- Káptalanmajor, situé sur la rive droite de la Rábca, à proximité du pont, est aujourd'hui inhabité.
- Pagony et Rákóczitelep (ou Újfalu) : recensés comme hameaux en 1952, ils font désormais partie du centre d'Abda.

### Minorités culturelles et religieuses
Abda a toujours été une localité à dominante hongroise. Les premières statistiques disponibles sur la langue maternelle, remontant à 1880, indiquent une présence germanophone extrêmement réduite, oscillant entre deux et sept individus, sans jamais dépasser 0,6 % de la population totale. Toutefois, lors du recensement de 2011, 54 habitants, soit 1,8 % de la population, ont déclaré une appartenance à la communauté allemande, marquant ainsi une légère progression par rapport aux données historiques.
Outre les germanophones, les recensements effectués après 1880 signalent occasionnellement la présence de quelques locuteurs slovaques, croates ou serbes, bien que ces communautés n'aient jamais constitué un groupe significatif. En 1880, 51 personnes furent classées dans la catégorie "autres", sans que leur origine exacte ne soit précisée.
Dans les années 1970, un campement rom situé à Káptalanmajor fut démantelé par les autorités. Au début des années 1980, la présence rom à Abda se limitait à quatre familles, installées dans un bâtiment appartenant à une coopérative agricole.
Le recensement de 2011 confirmait la prédominance de la population hongroise, avec 91,2 % des habitants s'identifiant comme tels. En parallèle, 8,7 % des résidents n'ont pas souhaité déclarer leur appartenance ethnique. En 2022, ces proportions ont peu évolué : 90,9 % de la population s'identifiait comme hongroise, tandis que 2,1 % se revendiquaient d'origine allemande. La population rom représentait 0,6 %, les Roumains 0,3 %, et les Polonais ainsi que les Ukrainiens 0,1 % chacun. Par ailleurs, 3,4 % des habitants ont déclaré appartenir à une autre nationalité, tandis que 8,7 % ont préféré ne pas répondre. Comme lors des précédents recensements, les identités multiples déclarées par certains habitants expliquent pourquoi la somme des pourcentages peut dépasser 100 %.

## Équipements

### Éducation
L'enseignement à Abda remonte à la fin du XVIIe siècle, avec une première école établie près de la Rábca, alors dirigée par un instituteur résidant à Öttevény. En 1833, la première école élémentaire unifiée fut construite dans le nouveau village d'Abda, un bâtiment en briques couvert de chaume, où 80 élèves étaient scolarisés dans des conditions souvent exiguës.
L'augmentation de la population scolaire imposa des solutions temporaires. En 1888, un incendie détruisit l'école, contraignant les élèves à étudier dans des locaux de fortune. En 1903, la municipalité acquit l'ancien bâtiment des officiers, qui fut réaménagé en école. Une extension fut ajoutée en 1910, comprenant une salle de classe supplémentaire et des logements pour deux enseignants, l'instruction restant dispensée dans un système unifié jusqu'en 1920.
Un nouvel édifice de trois salles de classe fut achevé fin 1941, suivi en 1955 d'un bâtiment supplémentaire, utilisé plus tard comme salle de sport et atelier pratique. En 1962, une autre école fut construite dans la rue Szent Imre, à 500 mètres de la précédente.
La croissance scolaire s'accéléra après 1975, avec l'affectation des élèves de Börcs aux classes supérieures d'Abda. Pour faire face à cet afflux, un nouveau bâtiment de huit salles de classe fut construit entre 1975 et 1981, suivi de la création d'un terrain de sport en 1976. En 1990, l'école fut encore agrandie avec une aula et quatre nouvelles classes, et la bibliothèque municipale y fut transférée. La fin de la sectorisation scolaire et le retour des élèves de Börcs dans leur village entraînèrent une baisse d'un tiers des effectifs. En 2000, l'établissement adopta le nom d'Ilona Zrínyi.
Lors du recensement de 2011, les habitants d'Abda âgés de plus de sept ans affichaient un niveau d'éducation supérieur à la moyenne départementale : 29,5 % des habitants détenaient un baccalauréat et 14,5 % un diplôme universitaire. Ces taux étaient significativement plus élevés que ceux des communes voisines comme Börcs (27,2 % et 10,0 %), Kunsziget (26,0 % et 10,5 %) ou Öttevény (30,3 % et 11,1 %).
L'école maternelle à journée complète d'Abda ouvrit en mai 1975, initialement installée dans l'ancien bâtiment scolaire de la rue Szent Imre. Après plusieurs agrandissements, sa capacité passa à 75 enfants en 1979, puis à 150 enfants en 1983 avec la construction d'un bâtiment moderne.
Toutefois, la diminution du nombre d'enfants entraîna une baisse des effectifs : en 1995-1996, l'établissement ne comptait plus que 95 élèves. En 2010, l'école maternelle, baptisée Mézeskalács Napközi Otthonos Óvoda, fut entièrement rénovée et agrandie, intégrant une crèche et, temporairement, un foyer de jour pour personnes âgées.

### Vie culturelle
Traditionnellement, Abda est rattachée à la région de Tóköz, située entre le Danube de Moson, la Rábca et la plaine du Fertő. Toutefois, d'un point de vue ethnographique, cette classification est plus nuancée. Abda se trouve à la croisée des influences culturelles du Szigetköz, du Rábaköz et de la ville voisine de Győr, ce qui explique la diversité de ses traditions populaires.
Sur le plan architectural, Abda appartient à la zone des maisons traditionnelles de la plaine de Kisalföld. Ses coutumes et sa musique populaire relèvent du vaste dialecte folklorique du nord-ouest de la Transdanubie, tandis que son artisanat, ses arts décoratifs et ses danses témoignent d'un mélange d'influences régionales. D'un point de vue linguistique, la commune se situe à la limite entre les sous-dialectes csallóköz–szigetközi et nord-ouest transdanubien du groupe médio-transdanubien-kisalföldien.
L'ethnographe Ernő Barsi a recensé une partie du folklore d'Abda, notamment les coutumes, les jeux populaires et les chansons traditionnelles, en étudiant leur mélodie et leurs variantes textuelles.
Le principal centre culturel d'Abda est l'ancien bâtiment Somogyi, qui servait autrefois d'auberge et de boucherie avant de devenir un espace consacré à la culture locale. Agrandi dans les années 1930, il accueillit des représentations du chœur et du groupe de danse d'Abda, ainsi qu'une troupe de théâtre amateur, initialement animée par la paroisse et l'école, puis par l'association des artisans du village.
À partir des années 1950, cet édifice devint officiellement la maison de la culture, servant de salle de spectacles, de réunions et de festivités. Il abrita également un cinéma jusqu'en 1983 et, temporairement, à partir de 1991. En 1992, des clubs pour la jeunesse et les retraités y furent créés sous le nom de Maison de la culture Miklós Radnóti.
La bibliothèque municipale, fondée dans les années 1950 avec 150 livres, fut installée en 1962 dans la maison de la culture. Son fonds atteignit 2 500 ouvrages dans les années 1960, avant d'être transféré en 1992 dans l'école rénovée.
Depuis les années 1990, la vie culturelle est animée par la Fondation culturelle II. Rákóczi Ferenc, soutenue par la municipalité. Abda compte également deux chœurs, l'Abdai Dalárda et le Rábca Dalkör, qui se produisent à l'échelle régionale et nationale.
L'événement le plus emblématique d'Abda est la fête patronale du 20 août, qui, jusqu'au milieu du XXe siècle, était marquée par une messe solennelle, l'érection d'un arbre royal et un bal populaire de deux jours. Aujourd'hui, elle est agrémentée d'un marché, d'un parc forain, de compétitions sportives et d'un bal en plein air.
Depuis 1991, la commune organise chaque année en juin la journée du village, mettant en avant des ateliers artisanaux, des animations folkloriques, des concours culinaires et des spectacles musicaux.
D'autres événements récurrents incluent la fête des vendanges et du vin en septembre, ainsi qu'une parade équestre organisée en octobre par l'Association des Cavaliers d'Abda. Ces manifestations perpétuent les traditions locales tout en renforçant la vie communautaire.

### Santé et sécurité
En raison de sa proximité avec des zones marécageuses ou sujettes aux inondations stagnantes, Abda a dû affronter plusieurs épidémies au fil des siècles. En 1866, une épidémie de choléra frappa le village, faisant quarante victimes. Plus tard, durant l'été 1926, douze cas de typhoïde furent recensés.
À partir de 1921, les médecins de Öttevény assurèrent les soins médicaux pour la population d'Abda. Le service des sages-femmes et de protection maternelle et infantile fut instauré en 1950, et en 1956, le premier cabinet médical de la commune fut construit sur le côté nord de la route de Vienne. Celui-ci fut agrandi en 1970 avec l'ajout d'une salle d'attente, d'un vestiaire, ainsi que d'un cabinet pédiatrique et d'un service de suivi prénatal.
En mars 1993, Abda comptait deux médecins généralistes. Toutefois, la prise en charge médicale devint insuffisante après l'intégration de Börcs dans la circonscription sanitaire d'Abda, entraînant un manque d'espace. Pour pallier ce problème, un nouveau centre médical fut inauguré le 26 septembre 1997 dans le centre du village. Cette infrastructure moderne permit d'accueillir deux médecins de famille, une infirmière, une assistante et une sage-femme. Par ailleurs, la première pharmacie de la commune ouvrit ses portes au sein de ce même établissement.
Entre 1993 et 1995, une initiative communautaire vit le jour près du carrefour de la route de Sopron : l'association des Samaritains travailleurs, un service de secours volontaire, fut mise en place. Cette organisation assurait les transports sanitaires et les interventions d'urgence le week-end grâce à un véhicule d'astreinte.
Enfin, après plusieurs tentatives infructueuses dans les années 1960 et 1990, la section locale de la Croix-Rouge hongroise fut officiellement recréée en 2016. Son activité principale consiste à organiser les collectes de sang pour la population locale.
Abda relève de la juridiction du commissariat de police de Győr. La surveillance du village et de Börcs est assurée par un agent de quartier désigné, chargé de la prévention et du maintien de l'ordre. Depuis 1996, la commune bénéficie également de l'appui d'une garde civile locale, composée de volontaires, qui participe à la surveillance et à la protection des habitants.
Le corps des pompiers volontaires d'Abda (Abdai Önkéntes Tűzoltó Egyesület) fut fondé en 1889. Composé à son apogée de 20 à 25 hommes, il a joué un rôle essentiel non seulement dans la prévention et l'extinction des incendies, mais aussi dans la vie communautaire du village. En 1938, l'association se dota d'un dépôt de matériel incendie, où furent initialement entreposées des pompes à bras tractées par des chevaux, remplacées plus tard par des pompes motorisées montées sur remorque. Ce bâtiment abritait également un local de réunion pour les pompiers, renforçant ainsi leur rôle dans la dynamique sociale de la commune.

### Réseaux intra-urbains
Le réseau routier interne d'Abda s'est progressivement modernisé à partir des années 1960, avec le revêtement progressif des rues. Au début des années 1970, les nouvelles rues du quartier nord furent également asphaltées, et un réseau de trottoirs et de caniveaux fut installé.
En matière de mobilité douce, une piste cyclable de 2,6 mètres de large reliant Abda à Győr fut inaugurée le 25 juin 2013, facilitant ainsi les déplacements quotidiens des habitants vers la ville.
Abda est également desservie par un réseau de bus régional, avec cinq arrêts sur son territoire. En 2020, les habitants pouvaient rejoindre Győr, Börcs, Öttevény, Kunsziget, Lébény, Mosonszentmiklós, Mecsér et Tárnokréti, ainsi que des destinations plus lointaines telles que Csorna, Mosonmagyaróvár et Bősárkány sans correspondance. L'itinéraire le plus long accessible en bus depuis Abda est Földsziget, situé à 37 km.

### Réseaux extra-urbains
Abda est située sur l'axe historique reliant Buda à Vienne via Győr. Dès le XVIIIe siècle, cette route servait d'itinéraire postal entre les deux capitales, et Abda y était une station de relais pour les diligences. À partir des années 1850, cette voie devint l'une des rares routes sous administration d'État. Le 4 octobre 1930, elle fut entièrement rénovée pour devenir la route nationale 1 Budapest–Vienne, large de 6 mètres, passant à proximité du village au kilomètre 142.
Le pont en fer traversant la Rábca, construit en 1926, fut détruit pendant la Seconde Guerre mondiale, avant d'être remplacé par un pont temporaire en bois, puis par un nouveau pont en béton armé en 1952. Une seconde structure, plus large et adaptée au trafic poids lourd, fut inaugurée en 1978.
L'ouverture progressive de l'autoroute M1 a eu un impact significatif sur le trafic d'Abda. En 1994, l'infrastructure atteignait les environs de Győr, et en janvier 1996, le tronçon Győr–Hegyeshalom fut achevé. La mise en service de l'autoroute entraîna une réduction immédiate du trafic routier dans le village.
Le chemin de fer atteignit Abda en décembre 1855, avec l'ouverture de la ligne Győr–Bruck an der Leitha. La connexion avec Budapest fut établie en juillet 1884. En 1921, la gare fut dotée d'un bâtiment de voyageurs, d'un guichet et de logements de fonction. En 1926, le tronçon Győr–Hegyeshalom fut doublé et, en 1932, il devint le premier tronçon ferroviaire électrifié de Hongrie. Cependant, le guichet et la salle d'attente fermèrent en 1989, et l'activité de fret cessa par la suite. Aujourd'hui, Abda dispose toujours d'un arrêt voyageurs, mais la gare et ses infrastructures sont en mauvais état.

## Économie
Historiquement, les habitants d'Abda tiraient principalement leur subsistance des cours d'eau environnants, pratiquant la pêche, la récolte des roseaux et l'exploitation forestière en zones inondables. Dès 1274, des documents mentionnent l'existence de quatre groupes de pêcheurs opérant sur le territoire. À partir du XVIIIe siècle, l'agriculture prend une place croissante, avec environ 220 hectares de terres cultivées, dont une partie exploitée directement par les habitants, le reste appartenant au chapitre ecclésiastique de Győr.
Au XIXe siècle, la régulation de la Rábca permit l'extension des terres agricoles et favorisa le développement du maraîchage, des cultures céréalières et de l'élevage. Jusqu'aux années 1930, ces activités constituaient le principal moyen de subsistance de la population. Le territoire était dominé par trois grands domaines : Káptalanmajor (640 ha), Pillingérpuszta et Rendekpuszta (960 ha), exploités par de grandes familles aristocratiques. Un autre domaine, Szentkeresztpuszta, fondé en 1890 au sud du village, produisait du lait pour Győr et cultivait des vignes.
Le morcellement des terres progressa après l'abolition du servage au XIXe siècle, et en 1935, Abda comptait 305 petits propriétaires agricoles. Les cultures principales étaient le blé et le maïs, tandis que l'élevage fournissait du lait et du bétail pour l'abattage. Malgré des progrès, l'agriculture restait limitée par le manque de mécanisation et de capitaux, et après la Seconde Guerre mondiale, le secteur subit de lourdes pertes, notamment en cheptel.
Dans les années 1950, Abda bénéficia de la création d'une station de machines agricoles d'État à Pillingérpuszta, qui équipait les exploitations des alentours et formait des conducteurs de tracteurs. En 1959, la coopérative agricole Rákóczi fut fondée, regroupant initialement 220 membres et cultivant 1 760 hectares. Cependant, elle souffrit rapidement de difficultés financières et de pénuries de main-d'œuvre. Après une fusion en 1969 avec les coopératives voisines de Börcs et Győr, elle prit le nom d'Új Élet, puis en 1978, celui de Zöld Mező.
L'agriculture moderne se diversifia avec le développement de l'élevage porcin et avicole, ainsi que la mise en place d'une exploitation forestière sur 400 hectares de peupleraies. En parallèle, les coopérateurs pratiquaient la pêche en étang et la chasse au gibier d'eau. Malgré ces efforts, le progrès industriel et l'attrait des emplois à Győr entraînèrent un exode rural : en 1970, 80 % des habitants travaillaient déjà en ville.
Après la transition économique des années 1990, la coopérative agricole Zöld Mező fut restructurée et céda plusieurs centaines d'hectares à des fermes privées. L'industrie agroalimentaire locale poursuivit cependant son activité, notamment avec l'exploitation de gravières et la production de viande et de produits laitiers.
Bien que dominée par l'agriculture, Abda accueillit des activités industrielles dès le XVIIIe siècle, avec une briqueterie exploitée par le chapitre de Győr. À la fin du XIXe siècle, un atelier de tuiles et briques fut ouvert à Szentkeresztpuszta, tandis qu'un distillerie fonctionnait à Pillingérpuszta à partir des années 1910. Dans les années 1930, l'artisanat local se diversifia avec une fabrique de balais et un atelier de production de sacs en écorce de maïs.
Dans les années 1950, la mécanisation agricole favorisa l'implantation d'une usine de machines agricoles à Pillingérpuszta, devenue plus tard une unité de la société Mezőgép. Employant 350 personnes en 1968, elle fabriquait des pièces de moteurs, herses rotatives et châssis d'autobus, parfois destinés à l'exportation. L'usine déclina à la fin des années 1980 et fut privatisée en 1993, passant sous le contrôle de la société allemande Fliegl, qui y assemble encore aujourd'hui des remorques et équipements agricoles.
Le secteur agroalimentaire se développa également. En 1974, un abattoir fut construit à Káptalanmajor, transformant jusqu'à 44 000 porcs par an dans les années 1980. Une boulangerie industrielle vit le jour en 1982, produisant quotidiennement 8 à 9 tonnes de pain et pâtisseries. Après des privatisations dans les années 1990, l'abattoir fut repris par un groupe turc en 2013, spécialisé dans la production de viande halal pour l'exportation.
Abda connut aussi un développement du commerce et de l'horticulture. Dès les années 1960, un centre de production horticole fut fondé le long de la route de Sopron, spécialisé dans les plantes ornementales, les fleurs coupées et les arbres fruitiers. En 1980, un complexe de serres chauffées fut construit, permettant la culture massive de géraniums, violettes et œillets.
Le commerce à Abda se structura progressivement à partir des années 1920, avec l'ouverture de trois épiceries, une boulangerie et quatre auberges. Après la Seconde Guerre mondiale, les coopératives étendirent leur réseau, ouvrant en 1973 le premier supermarché moderne du village.
Avec l'essor du trafic routier sur la route principale n°1, plusieurs auberges et stations-service s'installèrent à Abda, notamment la Paprika Csárda en 1964. Dans les années 1980, l'activité commerciale explosa avec la création du bazar d'Abda, une zone de commerces improvisés longeant la route, où l'on vendait fruits, légumes, épices, alcools et souvenirs. Cependant, ce marché attira également des trafics illicites et des problèmes de sécurité. Après la construction de l'autoroute M1 en 1996, la circulation diminua et le bazar disparut progressivement dans les années 2000.
Dans le secteur du tourisme et de la restauration, Abda connut une expansion temporaire avec l'ouverture en 1989 du complexe Elvis Park, qui comprenait un restaurant aménagé dans un ancien avion Iliouchine-18. Après plusieurs tentatives de relance, le site ferma définitivement en 2014.

## Organisation administrative
À partir du XVIIIe siècle, Abda fut une possessio (localité de statut domanial) au sein du district de Tószigetcsilizköz, une subdivision du comitat de Győr. Ce district englobait les régions historiquement connues sous les noms de Tóköz, Szigetköz et Csilizköz, situées à l'ouest et au nord-ouest de Győr. Les sources historiques mentionnent également des variantes de cette appellation, telles que district de Tóköz, district de Szigetköz ou encore district de Tóköz-Sziget en lien avec Abda. La dénomination de district de Tószigetcsilizköz fut définitivement adoptée en 1821.
Jusqu'en 1950, Abda conserva son statut de commune rurale au sein du district de Tószigetcsilizköz, devenant en 1895 le siège d'une circonscription administrative englobant également Börcs et Pinnyéd. Après la réorganisation administrative de 1950, Abda fut rattachée au district de Győr au sein du nouveau comitat de Győr-Sopron, tout en conservant son rôle de chef-lieu de canton pour Börcs et Pinnyéd (bien que cette dernière fut annexée à Győr la même année).
Le 31 décembre 1968, Abda devint le siège d'un conseil municipal commun regroupant la commune de Börcs. Entre 1971 et 1975, elle renforça son rôle administratif en devenant pour quatre ans le siège de la circonscription électorale n°5 du comitat de Győr-Sopron, qui regroupait vingt-et-une localités (avant que ce siège ne soit transféré à Tét en 1975).
Lors de la suppression des districts le 1er janvier 1984, Abda fut intégrée à la zone périurbaine de Győr et recouvra son indépendance administrative après la séparation de Börcs. Avec la fin du régime communiste en 1990, la commune accéda au statut officiel de commune rurale et retrouva son rôle de chef-lieu de canton en 1992, regroupant cette fois Abda et Börcs. Le 1er janvier 1994, elle intégra la microrégion de Győr, avant d'être rattachée en 2013 au district de Győr, lors de la restauration des districts en Hongrie. Depuis cette date, Abda est le siège du bureau administratif commun desservant Abda, Börcs et Ikrény.
Le siège du conseil municipal et des administrations locales était traditionnellement situé dans la partie haute de la rue principale. En 2009, il fut remplacé par un hôtel de ville moderne à deux étages, construit en face de l'église, sur l'emplacement d'une ancienne pâtisserie et d'un dépôt de matériaux de construction. L'ancien hôtel de ville fut réaménagé en 2019 pour accueillir le Centre social de la région de la Rábca, où la municipalité gère divers services sociaux, tels qu'un foyer de jour pour personnes âgées, un service de restauration collective, ainsi que des services de protection de l'enfance et d'accompagnement familial.
En 1994, Abda s'est associée avec Börcs, Enese, Ikrény, Kunsziget, Öttevény et Rábapatona pour créer l'association intercommunale de Rábcatorok. Cette initiative visait à coordonner les projets de développement, à obtenir des financements communs, ainsi qu'à promouvoir la préservation du patrimoine naturel et bâti et le soutien aux entreprises locales. En 2013, l'association s'est élargie avec l'adhésion de onze nouvelles localités, donnant naissance au Partenariat régional de Rábcatorok.
À partir des années 1920, la vie politique locale fut marquée par la prédominance d'organisations chrétiennes conservatrices. La Ligue catholique populaire, puis l'Actio Catholica, et leur allié politique, le Parti chrétien économique et social, jouèrent un rôle actif dans l'animation du débat public. Des réunions et assemblées furent régulièrement organisées à Abda, sous l'impulsion des curés Lajos Németh et János Takács, qui apportaient un soutien important à ces mouvements.
En 1941, une section locale du Parti national-socialiste hongrois fut créée à Abda, et à la fin de la Seconde Guerre mondiale, le régent Ferenc Szálasi visita la commune à deux reprises, en décembre 1944 et janvier 1945, lors de sa tournée à travers le pays.
Après la guerre, en 1947, le Parti démocrate civique tenta de s'implanter dans le village, mais ses résultats furent faibles lors des élections truquées de 1947. En décembre 1948, dans le cadre de la consolidation du régime communiste, l'association catholique locale d'Abda fut dissoute par décret du ministère de l'Intérieur.
Pendant la révolution de 1956, un conseil national provisoire fut formé à Abda le 28 octobre, bien qu'aucun affrontement violent n'ait eu lieu dans la commune.
Sous le régime communiste, l'influence du Parti socialiste ouvrier hongrois (MSzMP) était relativement limitée à Abda. En 1976, la section locale comptait 33 membres, mais on estimait qu'environ 90 autres habitants, bien que domiciliés dans la commune, étaient affiliés aux sections du parti situées à Győr, où ils travaillaient.
Avec la transition démocratique, le Parti populaire chrétien-démocrate (KDNP) fut l'un des premiers à organiser une section locale à Abda, dès décembre 1989, avec 30 membres. Lors des élections législatives de 1990, le KDNP présenta György Somogyi, futur bourgmestre d'Abda, comme candidat de la circonscription, mais il échoua à passer le premier tour avec seulement 9,67 % des voix (bien qu'il ait recueilli 47,1 % des suffrages dans les bureaux de vote d'Abda).
Historiquement, la participation électorale des habitants d'Abda a été supérieure à la moyenne nationale, à l'exception d'une baisse notable observée dans la seconde moitié des années 1990. En 1990, 2014 et 2018, le taux de participation y a même dépassé la moyenne du comitat de Győr-Moson-Sopron.
Concernant les élections législatives, les habitants d'Abda ont progressivement affirmé une préférence pour les partis conservateurs et nationalistes. En 1990, alors que le KDNP recueillait 6,46 % des voix au niveau national, il réalisait un score de 34,01 % à Abda. Cependant, lors du revirement électoral de 1994, où la gauche reprit le pouvoir, le KDNP tomba à 11,9 %, tandis que le Parti socialiste hongrois (MSzP) devint majoritaire avec 30,15 % des voix. En 1998, cette tendance s'accentua, le MSZP obtenant 38,36 % des suffrages à Abda, surpassant largement sa moyenne nationale.
Le basculement politique s'opéra en 2002, avec une première victoire du Fidesz, qui obtint 44,33 % des voix à Abda, contre 40,54 % pour le MSZP. Ce duel se resserra en 2006, où la coalition Fidesz-KDNP l'emporta de justesse avec 43,46 % contre 42,69 % pour le MSZP, un écart de seulement sept voix.
Depuis 2010, le Fidesz-KDNP domine largement le paysage politique local, recueillant entre 47 % et 54 % des suffrages à chaque élection, tandis que le MSZP et ses alliés sont relégués à plus de 25 points de retard. Parallèlement, LMP (La politique peut être différente) a obtenu des résultats légèrement supérieurs à sa moyenne nationale, bien que restant modestes (7,7 % à 11,2 %). En 2018, le Jobbik est devenu la seconde force politique d'Abda avec 19,93 % des voix, dépassant le MSZP.

## Patrimoine urbain
Abda s'est développée après 1830 comme un village-rue typique des plaines, organisé autour de l'actuelle rue Saint-Étienne, où les maisons s'alignaient de part et d'autre sur près d'un kilomètre. La zone autour de l'église est devenue progressivement le centre du village, avec l'émergence de rues transversales. L'architecture traditionnelle reposait sur des maisons en torchis à trois pièces, souvent prolongées par des dépendances agricoles, et caractérisées par des porches latéraux. Quelques bâtiments anciens témoignent encore de cette époque, notamment ceux du centre du village, dont certains présentent des façades de style baroque paysan avec des pignons en arc cintré.
L'église Saint-Joseph, construite entre 1843 et 1845 dans un style classique, est l'un des bâtiments emblématiques d'Abda. Elle se compose d'une nef unique et d'un sanctuaire voûté, surmontée d'un clocher de 31 mètres de haut. L'intérieur a été décoré à différentes époques : des fresques des années 1930 coexistent avec des peintures plus récentes réalisées dans les années 1980. Le maître-autel sculpté en bois date de 1900, tandis que la chaire baroque et le baptistère en marbre rouge rappellent le mobilier liturgique d'origine. À proximité de l'église, plusieurs monuments ponctuent l'espace public. Une colonne mariale, datant de 1700, a été déplacée ici en 1852 et restaurée en 2008. Un monument aux morts, érigé en 1925, rend hommage aux soldats tombés durant les deux guerres mondiales. Une statue de saint Jean Népomucène du XVIIIe siècle, d'abord installée près du pont sur la Rábca, a été déplacée en 1992 derrière l'église.
À l'est du village, la chapelle de l'Immaculée Conception rappelle l'emplacement de l'ancienne église d'Abda. Après la destruction du sanctuaire, son chœur fut transformé en une chapelle en 1884. Devant celle-ci, un obélisque en granit, inauguré en 1887, commémore les soldats hongrois tombés en 1849 lors des combats contre l'armée autrichienne.
L'histoire nationale transparaît aussi à travers d'autres monuments. L'un d'eux est dédié à Ferenc II Rákóczi, dont la légende raconte qu'il aurait été brièvement retenu à Abda en 1701 lors de son transfert en prison. Le mémorial, achevé en 1943, évoque un épisode où le prince, enchaîné, aurait relâché un poisson dans la rivière en priant pour la liberté de son peuple. Plus récemment, un autre monument a été inauguré en 2022 en souvenir de Miklós Zrínyi, chef militaire hongrois du XVIe siècle, dont la tête fut remise à sa famille à Abda après son exécution par les Ottomans.

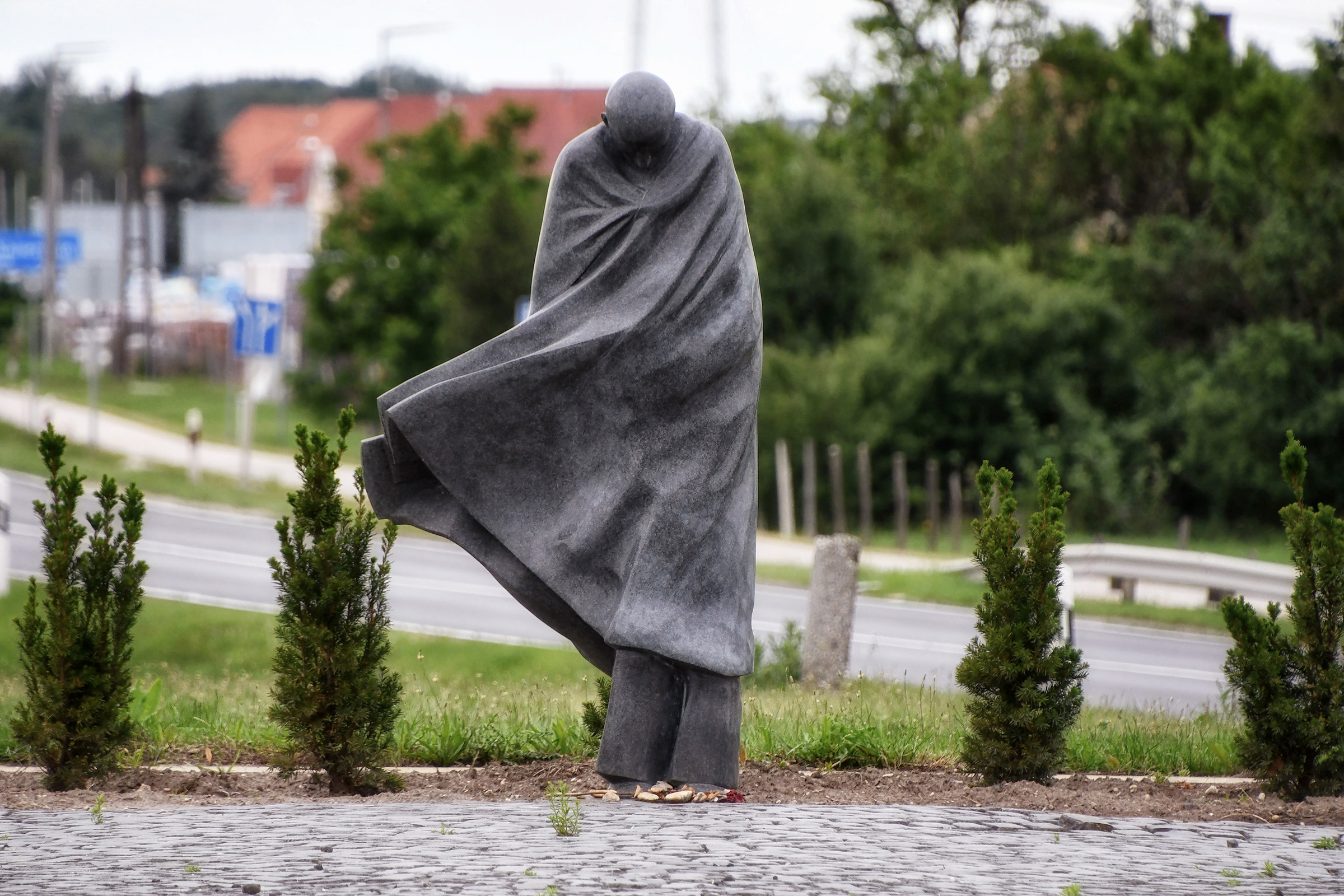
Statue de Miklós Radnóti.

L'un des sites les plus marquants d'Abda est le mémorial dédié au poète Miklós Radnóti, fusillé par les nazis en novembre 1944 avec vingt-et-un autres prisonniers. Son corps fut retrouvé en 1946 dans une fosse commune sur les bords de la Rábca, avec son dernier recueil de poèmes dissimulé dans sa poche. Un premier mémorial fut inauguré en 1966, puis complété en 1970 par un ensemble sculpté en béton. En 1996, un buste du poète, inspiré d'une œuvre de László Alexovics, devint l'élément central du site.
À la sortie du village, un cimetière militaire roumain a été aménagé en 1959. Il regroupe les tombes de soldats tombés en 1945 dans la campagne hongroise contre les forces allemandes. Un obélisque y porte des vers des poètes Endre Ady et Eugen Jebeleanu, rappelant la mémoire de ces combattants.

## Médias
En 1989, la coopérative agricole d'Abda-Kunsziget lança le journal Kunszigeti Hírmondó, couvrant les actualités locales. En 1991, la municipalité créa un mensuel communal, Abdai Hír-lapok, qui continue de paraître et publie régulièrement des articles d'histoire locale.

## Cultes
Le premier lieu de culte d'Abda fut construit dans la première moitié du XVIe siècle, mais ne subsista pas longtemps : ses pierres furent réutilisées pour le renforcement de la forteresse de Győr. En 1636, faute d'église locale, le chapitre de Győr envoyait des diacres prêcher à Abda chaque dimanche.
La première église catholique de Saint-Joseph, un édifice en bois avec une toiture en bardeaux et un clocher, fut construite entre 1694 et 1698 grâce aux fonds du chanoine István Telekessy. À cette époque, Abda n'était qu'une succursale de la paroisse d'Öttevény, et le service religieux y était assuré par le curé de cette dernière.
En 1748, une église paroissiale en pierre fut édifiée après qu'Abda obtint le statut de paroisse autonome en 1739. Lorsque le village fut déplacé vers l'ouest en 1830 pour échapper aux inondations, l'ancienne église servit encore temporairement au culte, avant d'être transformée en grenier, puis démolie, ne conservant que son ancien sanctuaire, devenu chapelle commémorative. En 1845, l'actuelle église paroissiale fut consacrée dans le nouveau village.
Abda resta longtemps un centre religieux local : Börcs devint une de ses succursales en 1980, suivi d'Ikrény en 1990. Depuis 2017, Abda, Börcs, Ikrény et Kunsziget sont rattachées à la paroisse d'Öttevény, sous l'autorité du diocèse de Győr.
Depuis 2009, le chemin de pèlerinage hongrois Saint-Jacques (Magyar Camino), reliant Győr à Lébény, traverse la commune d'Abda.
Lors du recensement de 2011, les habitants d'Abda se déclaraient :
- 57,7 % catholiques romains,
- 4,0 % luthériens,
- 2,7 % réformés,
- 0,4 % gréco-catholiques,
- 0,6 % autres confessions chrétiennes,
- 9,6 % sans appartenance religieuse,
- 1,3 % athées,
- 23,4 % non déclarés.

Les luthériens et les réformés relèvent de la paroisse protestante de Győr.
En 2022, la part de la population catholique a diminué, avec 36,6 % de catholiques romains, tandis que 44,5 % des habitants n'ont pas souhaité répondre. Les autres confessions représentaient :
- 3,4 % luthériens,
- 2,8 % réformés,
- 0,4 % gréco-catholiques,
- 0,1 % juifs,
- 1,3 % autres chrétiens,
- 10 % sans appartenance religieuse.

## Personnalités liées à la localité
Parmi les figures notables nées à Abda, plusieurs personnalités se sont illustrées dans divers domaines. Antal Somogyi (1892-1971), prêtre catholique et historien de l'art, fut un pionnier dans l'application des courants artistiques modernes à l'art religieux. Sa tombe, située dans le cimetière d'Abda, est classée au Patrimoine national depuis 2004. Le poète et journaliste János Kulcsár (1935-1983), ainsi que le chimiste József Farkas (1943-1988), comptent également parmi les natifs de la commune. Le politologue Tibor Polgár (1943-2023) a occupé des fonctions de premier plan au sein du Front patriotique populaire. La plasticienne Orsolya Drozdik (née en 1946) est une figure reconnue dans le monde de l'art contemporain. Le village a également vu naître plusieurs sportifs, dont le footballeur Lajos Magyar (né en 1950) et l'entraîneur Aurél Csertői (né en 1965).
D'autres personnalités ont marqué l'histoire d'Abda sans y être nées. József Szodfridt (1860-1939), juriste et ancien préfet du comitat de Győr, fut propriétaire du domaine de Szentkeresztpuszta, aujourd'hui rattaché à Ikrény. Son gendre, l'écrivain Pál Pitroff (1884-1965), publia plusieurs nouvelles inspirées de la vie locale. La céramiste Judit Kende (1903-1979) passa son enfance à Pillingérpuszta et une partie de ses œuvres est exposée à la maison des associations du village.
Abda est également liée au destin tragique du poète Miklós Radnóti (1909-1944), exécuté avec 21 autres prisonniers sur le territoire communal en novembre 1944. Son histoire a suscité de nombreux débats, notamment à travers les écrits de Miklós Gerencsér (1932-2010), qui y passa une partie de son adolescence. En 1998, il publia un essai remettant en question les récits entourant la découverte de la fosse commune et du carnet de poèmes du poète.
Le peintre et graphiste Titusz Zuber (1921-1990) fut directeur de l'école primaire d'Abda entre 1954 et 1959, tandis que le peintre Lajos Cs. Szabó (1908-1995) y enseigna de 1955 à 1979. Une plaque commémorative sur l'école rappelle son passage.
Enfin, Abda reçut la visite de Jimmy Carter, ancien président des États-Unis, et de son épouse le 17 juin 1993. Ils vinrent soutenir la construction de logements sociaux par l'organisation Habitat for Humanity, dont ils étaient les parrains.